# Hezens
Hezens of Hesens (Fries: Hesens) is een buurtschap  in de gemeente Leeuwarden, in de Nederlandse provincie Friesland. Hezens ligt tussen Lions en Hijlaard en bestaat uit een aantal boerderijen aan de Hesenserreed. De naam verwijst naar de familienaam Hesens en de Hesens State (of Groot Hesens). Deze state, afgebroken rond 1716, werd in 1435 bewoond door Sypa to Hesens, grietman van de (toenmalige) gemeente Baarderadeel.
In 1417 kwam de schrijfwijze Hessens voor en in 1440 Jhesensee. Die laatste verwijst naar eigenlijk ook naar het Hesensermeer, ten westen van de plaats. Het Hesensermeer is in 1834 ingepolderd.

## Grafzerk
In de kerk van Jorwerd bevindt zich een grafzerk uit 1658 van ritmeester Johannes Nauta van Hesens.
Steden, dorpen en gehuchten: Aegum · Baard · Beers · Britsum · Cornjum · Finkum · Friens · Goutum · Grouw · Hempens · Hijlaard · Hijum · Huins · Idaard · Irnsum · Jellum · Jelsum · Jorwerd · Leeuwarden · Lekkum · Lions · Mantgum · Miedum · Oosterlittens · Oude Leije · Roordahuizum · Snakkerburen · Stiens · Swichum · Teerns · Warstiens · Wartena · Warga · Weidum · Wirdum · Wytgaard

Buurtschappen: Abbengawier · Angwier · Baardburen · Bartlehiem (deels) · Barrahuis · De Hem · Domwier · Fons · Groote Bontekoe · Gotum · Hezens · Horne · Hofland · Hoptille · Marwird · Midsburen · Naarderburen · Noordend · Oude Schouw (deels) · Poelhuizen · Rewerd (deels) · Schillaard · Schrins · Tichelwerk · Tjaard · Tjeintgum · Truurd · Tsienzerburen · Vensterburen · Vierhuis · Vrouwbuurtstermolen (deels) · Wammerd · Wiel · Wieuwens · Wilaard · Zuiderburen · Zuiderend

Voormalige buurtschappen: De Drie Romers · Hoek

Friesland: Steden en dorpen      Nederland: Provincies · Gemeenten